# Frisoven
Een Frisoven of Frischhaard is een oven, waarin staal werd bereid uit gietijzer. De frisoven is voortgekomen uit de laagoven. Het is een van de vroegste wijzen van staalbereiding.
De oven werd gestookt met houtskool. Het oxidatieproces verwijderde ook een deel van de nog in het ijzer aanwezige koolstof. Na afloop van het proces moest, door middel van smeden, de slak uit het aldus ontstane staal worden verwijderd.